# Châu Đốc
Chaudoc, en vietnamien Châu Đốc, est une petite ville de la province d'An Giang, dans la région du delta du Mékong, au Vietnam. Frontalière du Cambodge, la ville est située près du Hâu Giang (une branche du Mékong traversant le territoire vietnamien) et du canal de Vinh Tê. Châu Dôc est située à 250 kilomètres à l'ouest de Hô Chi Minh-Ville.
En 2018, le district comptait 161 547 habitants, Vietnamiens, Chams et Khmers. Les religions pratiquées sont le bouddhisme et l'islam, avec une minorité catholique.

## Histoire

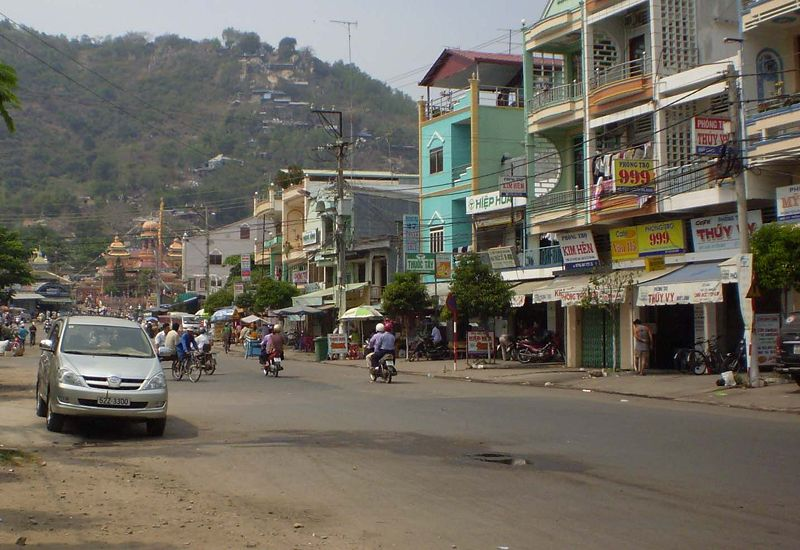
Mont Sam

Le site de Châu Dôc a longtemps appartenu au royaume de Fou-nan (en vietnamien : Vương quốc Phù Nam). La région est devenue vietnamienne il y a environ 300 ans.
La ville est proche de la montagne pittoresque du Sam où les Vietnamiens vouent un culte à la Dame de la montagne de Sam (en vietnamien : Bà Chúa Xứ Núi Sam). Cette cérémonie a lieu chaque année au mois d'avril du calendrier lunaire.
C'est ici qu'a eu lieu le martyre de saint Emmanuel Lê Văn Phụng (1796-1859), habitant de l'île de Giêng et du prêtre Pierre Doan Cong Quy, tués ensemble à Châu Dôc sous le règne de Tu Duc. Tous deux ont été canonisés par Jean-Paul II le 19 juin 1988 lors de cérémonie de canonisation d'André Dung Lac, prêtre, et de ses compagnons martyrs.  

## Économie
Châu Dôc est célèbre pour la variété de ses sauces de poisson (en vietnamien : Nước mắm). L'économie locale est basée sur la culture du poisson de basa et sur le tourisme. La ville est un carrefour commercial par sa position frontalière avec le Cambodge.

## Population
Population française
Les Vietnamiens, les Chams, et les Khmers vivent ensemble en harmonie,,. Les trois principales religions de cette région sont le bouddhisme mahāyāna (Kinh/Vietnamien); le bouddhisme Theravada (Khmer),,, et l'Islam sunnite (Chams). La population totale est d'environ 120 000 personnes, avec une vaste majorité de Kinh (Vietnamiens).
En 2003, le district comptait une population de 112 155 habitants. Le district couvre une superficie de 100 km2.
En juillet 2013, la ville comptait une population de 157 298 habitants.